# Митюшкин, Александр Иванович
Алекса́ндр Ива́нович Ми́тюшкин (1913—1963) — советский работник угольной промышленности, управляющий трестом «Сталинуголь» комбината «Молотовуголь» в Молотовской области, Герой Социалистического Труда (1948).

## Биография
Родился в 1913 году селе Ивановка Таганрогского округа области Войска Донского, позже Таганрогского района, ныне Неклиновского района Ростовской области. 
В раннем возрасте переехал с родителями в Донбасс, где его отец стал работать шахтёром. После окончания семилетней школы при шахте «Красная звезда» Чистяковского рудоуправления тоже начал трудиться на шахте. В 1935 году окончил Горловский горный техникум, после чего руководил участком, был главным инженером шахты, затем — треста. 
В годы Великой Отечественной войны был направлен в Кизеловский угольный бассейн. Работал в Губахе — вначале на шахте имени Урицкого, а в 1942 году стал управляющим треста «Сталинуголь» в системе комбината «Кизелуголь». На этой должности проработал до 1953 года. Постановлением Правительства СССР ему было присвоено персональное звание горного генерального директора угольной промышленности III ранга.
В 1953 году был назначен начальником комбината «Сахалинуголь», затем работал на комбинатах «Тулауголь» и «Воркутауголь».
Умер в 1963 году.

## Награды
- 17.02.1939 — орден Ленина за «выдающиеся успехи в деле подъёма угольной промышленности»
- 28.08.1948 — звание Героя Социалистического Труда с вручением ордена Ленина и золотой медали «Серп и Молот»[2].
- Также был награждён орденом Отечественной войны 1-й степени и медалями, в числе которых «За доблестный труд в Великой Отечественной войне 1941—1945 гг.» и «За трудовую доблесть».